# Приснянский сельсовет
Приснянский сельсовет (белор. Прыснянскі сельсавет) — административная единица на территории Ветковского района Гомельской области Республики Беларусь. Административный центр — агрогородок Присно.

## История
9 апреля 2023 года в состав Приснянского сельсовета включены населённые пункты упразднённого Шерстинского сельсовета — Шерстин, Романов Лес, Ягодное.

## Состав
Приснянский сельсовет включает 6 населённых пунктов:
- Борченки — деревня
- Однополье — посёлок
- Присно — агрогородок
- Романов Лес — посёлок
- Шерстин — агрогородок
- Ягодное — деревня